# Orden der Freundschaft

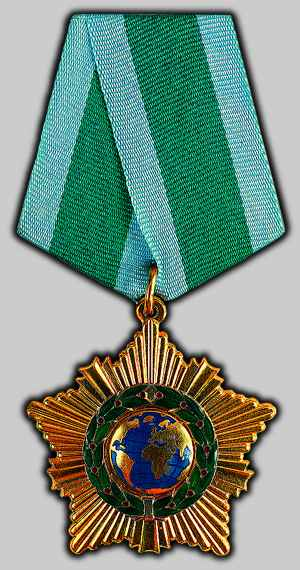
Orden der Freundschaft

Der Orden der Freundschaft (russisch Орден Дружбы) ist eine staatliche Auszeichnung Russlands, welche sowohl an russische Bürger als auch an Ausländer verliehen wird. Die Auszeichnung wurde am 2. März 1994 durch Ukas Nr. 442 des Präsidenten der Russischen Föderation gestiftet und wird als Nachfolger des sowjetischen Ordens der Völkerfreundschaft angesehen.
Die Auszeichnung wird laut Statut an Personen verliehen, welche Beiträge zur Förderung der Freundschaft und Zusammenarbeit mit der Russischen Föderation auf den Gebieten der Wissenschaft, Kultur, Wirtschaft und des Friedens geleistet haben. 

## Beschreibung des Ordens
Der Orden zeigt in seiner Mitte eine stilisierte Weltkugel umgeben von einem Kranz von grünen Ölzweigen, eingefasst in einen fünfeckigen goldenen Stern. Auf der Rückseite steht die Inschrift russisch Мир и дружба Mir i druschba, deutsch ‚Frieden und Freundschaft‘ sowie die Seriennummer des entsprechenden Ordens. Das Band des Ordens hat die Farben Hellblau und Grün.

## Träger des Ordens in Deutschland, Österreich und der Schweiz
Deutschland
- Ulf Merbold, Raumfahrer, 1995

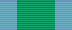
Bandschnalle

- Feofan Galinskij (8. Juli 1954; † 11. September 2017), 2000
- Ruth Werner, Spionin der Sowjetunion, 2000 postum
- Stefan Doernberg, (* 21. Juni 1924; † 3. Mai 2010), deutscher Historiker und Diplomat, 2001[1]
- Hanna Podymachina (* 26. Februar 1924; † 16. April 2013), Kämpferin des Deutschen Widerstandes, 2001[1]
- Peter Florin (* 2. Oktober 1921; † 17. Februar 2014), deutscher Politiker (SED), 2001[1]
- Andrea von Knoop, Chefin des Verbandes der Deutschen Wirtschaft in Russland, 2003[2]
- Nikolaus Knauf, Unternehmer und russischer Honorarkonsul, 2006
- Alex Jacob, Unternehmer und Initiator der „Aktion Augenlicht“, 2007[3]
- Michael Arndt, Erzbischof der Russisch-Orthodoxen Kirche im Ausland, 2008
- Martin Hoffmann, Geschäftsführer des Deutsch-Russischen Forums und Geschäftsführer des Petersburger Dialogs, 2008[4]
- Peter Stein, 2008
- Hermann Parzinger, Präsident der Stiftung Preußischer Kulturbesitz, 2009[5]
- Klaus Dieter Müller, Geschäftsführer der Stiftung Sächsische Gedenkstätten, 2009[6]
- Lothar de Maizière, vormals DDR-Ministerpräsident, Vorsitzender des deutschen Lenkungsausschusses des Petersburger Dialogs, 2010[7]
- Manfred Schmidt, Ministerialdirektor und ehemaliger Leiter der Abteilung Krisenmanagement und Bevölkerungsschutz im Bundesministerium des Innern, 2010
- Hans-Jürgen Renke, technischer Projektleiter Bosch Rexroth AG, Projekt der Rekonstruktion des Staatlichen akademischen Bolschoi-Theater Moskau, 2011
- Ljuba Schmidt, Vorsitzende des Vereins Hilfe für Tschernobylkinder in Brjansk, 2012[8]
- Christel Kumbruck, Professorin für Wirtschaftspsychologie an der Hochschule Osnabrück, 2012[9]
- John Neumeier, Ballettdirektor und Chefchoreograf des Hamburg Ballett, 14. Oktober 2012[10]
- Reinhard Führer, Präsident des Volksbunds Deutsche Kriegsgräberfürsorge, 2013
- Monika Kopplin, Direktorin des Museum für Lackkunst, 2013[11]
- Michael Harms, Geschäftsführer des Ost-Ausschusses der Deutschen Wirtschaft, 17. November 2014[10]
- Willi Schneider, Skeletontrainer, 2014
- Hans Modrow (* 27. Januar 1928; † 11. Februar 2023[12]), letzter Vorsitzende des Ministerrats der Deutschen Demokratischen Republik, Vorsitzender des Ältestenrates der Partei Die Linke, 27. November 2017
- Martin Herrenknecht, Vorstandsvorsitzender der Herrenknecht AG, 2018[13]
- Tatjana Lukina, Künstlerin, Präsidentin des Zentrums für russische Kultur in München, 2019[14]
- Alexander Rahr, Lobbyist, 2004 bis 2015 Mitglied im Lenkungsausschuss des Petersburger Dialogs, seit 2012 Projektleiter des Deutsch-Russischen Forums, seit 2015 Berater für EU-Angelegenheiten von Gazprom in Brüssel, 2019[15]
- Hans-Joachim Frey, Kulturmanager, künstlerischer Leiter des Semperopernballs, 2023[16]
- Stefan Dürr, deutsch-russischer Landwirt und Landmaschinenhändler, 2025[17]

Österreich
- Martin Bartenstein, Politiker (ÖVP), 2002[18]
- Peter Sixl, Österreichisches Schwarzes Kreuz, 2006[19]
- Karl Schranz, ehemaliger Skirennläufer, 2008[20]
- Christoph Leitl, Präsident der Wirtschaftskammer Österreich, 2009
- Helmut List, Industrieller, 2016[21]
- Peter Löscher, Vorstandsvorsitzenden der Siemens AG, 2012
- Reinhold Mitterlehner, Politiker (ÖVP), 2016[21]
- Siegfried Wolf, Manager, 2016[21]
- Rainer Seele, Unternehmer, 2018[22]
- Alexander Maculan, 2. November 2021, Vorstandsvorsitzender der Tamak Holding AG[23]

Schweiz
- Guy Mettan, Journalist und Politiker, 2007[24]
- Gianni Infantino, früherer Generalsekretär der Europäischen Fussball-Union (UEFA), seit 2016 Präsident des Weltfussballverbandes FIFA, 2019[25]
- Ferdi Muheim, früherer Gemeindepräsident von Andermatt, 2008[26]
- Lutz Pape, Generaldirektor der OOO „Swiss Krono“ (Repräsentanz der Swiss Krono Group AG in Russland), 2018[27]

## Ehemalige Träger des Ordens im deutschsprachigen Raum
- Matthias Platzeck, Vorstandsvorsitzender des Deutsch-Russischen Forums, 27. November 2017 – Rückgabe Anfang März 2022 wegen des russischen Überfalls auf die Ukraine 2022[10]
- Erwin Sellering, ehemaliger Ministerpräsident von Mecklenburg-Vorpommern, 2017 – Rückgabe am 3. März 2022 wegen des russischen Überfalls auf die Ukraine 2022[28]
- Ernst-Jörg von Studnitz, Vorsitzender des Deutsch-Russischen Forums – Zukunft braucht Vergangenheit, vormals deutscher Botschafter in Moskau, 2011 – offizielle Rückgabe am 28. Februar 2022 aus Anlass des russischen Überfalls auf die Ukraine 2022[29]

## Ehemalige Träger des Ordens im englischsprachigen Raum
- Prince Michael of Kent, Cousin von Queen Elizabeth II. 2009 für seine Arbeit an den anglo-russischen Beziehungen von Dmitri Medwedew ausgezeichnet. Im März 2022 hat er den Orden kommentarlos zurückgegeben.[30]

## Personen im deutschsprachigen Raum, denen die Verleihung des Ordens nur angekündigt wurde
- Helmut Hahn, Mikrobiologe, Vorsitzender des deutsch-russischen Koch-Metschnikow-Forums – Orden lag in der Russischen Botschaft in Berlin bereit, Annahme wurde wegen des Russischen Überfalls auf die Ukraine 2022 abgelehnt[10]